# Leioproctus nasutus
Leioproctus nasutus är en biart som beskrevs av Houston 1990. Leioproctus nasutus ingår i släktet Leioproctus och familjen korttungebin. Inga underarter finns listade i Catalogue of Life.

## Bildgalleri

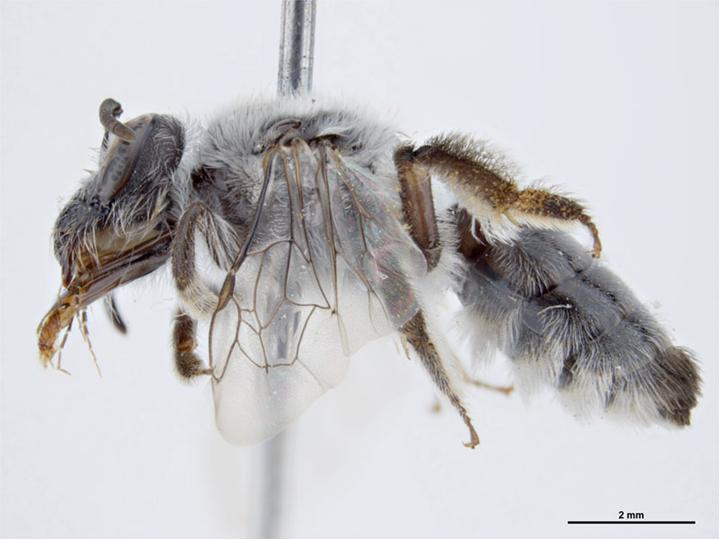
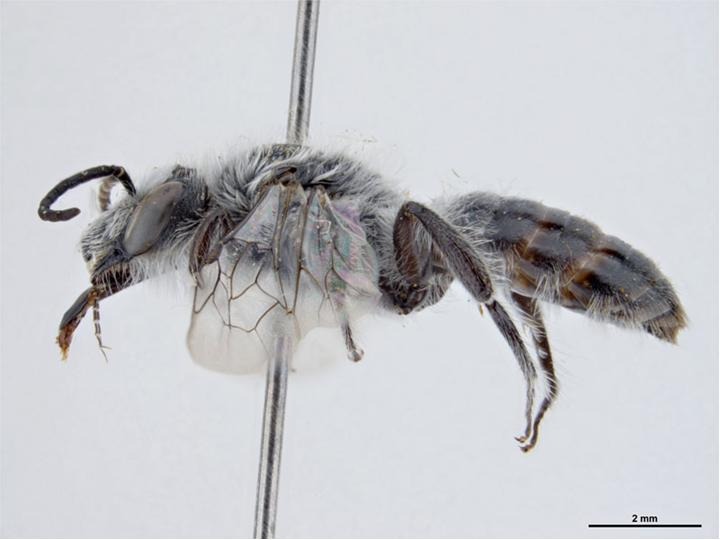